# Diocesi di Cissita
La diocesi di Cissita (in latino Dioecesis Cissitana) è una sede soppressa e sede titolare della Chiesa cattolica.

## Storia
Cissita, forse identificabile con Sidi-Tabet nell'odierna Tunisia, è un'antica sede episcopale della provincia romana dell'Africa Proconsolare, suffraganea dell'arcidiocesi di Cartagine.
Sono due i vescovi noti di questa antica sede episcopale. Quodvultdeus fu tra i vescovi donatisti presenti alla conferenza di Cartagine del 411, che vide riuniti assieme i vescovi cattolici e donatisti dell'Africa. Tra i prelati cattolici convocati a Cartagine dal re vandalo Unerico nel 484 partecipò il vescovo Crescente, che venne esiliato.
Dal 1933 Cissita è annoverata tra le sedi vescovili titolari della Chiesa cattolica; dal 29 dicembre 2005 il vescovo titolare è Octavio Villegas Aguilar, già vescovo ausiliare di Morelia.

## Cronotassi dei vescovi
- Quodvultdeus † (menzionato nel 411) (vescovo donatista)

- Crescente † (menzionato nel 484)

## Cronotassi dei vescovi titolari
- Heinrich Gleumes † (5 ottobre 1948 - 26 agosto 1951 deceduto)
- Francis Clement Van Hoeck, O.S.B. † (6 gennaio 1954 - 20 aprile 1976 deceduto)
- Antonio Pagano † (27 agosto 1977 - 18 dicembre 1983 nominato vescovo di Ischia)
- Salvatore Di Salvo † (9 aprile 1984 - 5 dicembre 2005 deceduto)
- Octavio Villegas Aguilar, dal 29 dicembre 2005